# Kylie (Akcent)
Kylie is een nummer van de Roemeense eurodancegroep Akcent uit 2005. Het nummer staat op de albums Primul Capitol en French Kiss with Kylie.
Het uptempo dancenummer werd een grote hit in Europa en haalde de eerste positie in Roemenië, het thuisland van Akcent. In de Nederlandse Top 40 schopte het nummer het tot de 4e positie en werd Dancesmash op Radio 538, en in de Vlaamse Ultratop 50 haalde het de 22e positie.
In 2025 bracht Akcent een nieuw versie van het nummer uit, getiteld Don't Leave (Kylie), in samenwerking met SERA en Misha Miller.

## Hitnotering

### Top 40
| Kylie in de Nederlandse Top 40 – binnen: 30-07-2005 | Kylie in de Nederlandse Top 40 – binnen: 30-07-2005 | Kylie in de Nederlandse Top 40 – binnen: 30-07-2005 | Kylie in de Nederlandse Top 40 – binnen: 30-07-2005 | Kylie in de Nederlandse Top 40 – binnen: 30-07-2005 | Kylie in de Nederlandse Top 40 – binnen: 30-07-2005 | Kylie in de Nederlandse Top 40 – binnen: 30-07-2005 | Kylie in de Nederlandse Top 40 – binnen: 30-07-2005 | Kylie in de Nederlandse Top 40 – binnen: 30-07-2005 | Kylie in de Nederlandse Top 40 – binnen: 30-07-2005 | Kylie in de Nederlandse Top 40 – binnen: 30-07-2005 | Kylie in de Nederlandse Top 40 – binnen: 30-07-2005 | Kylie in de Nederlandse Top 40 – binnen: 30-07-2005 | Kylie in de Nederlandse Top 40 – binnen: 30-07-2005 | Kylie in de Nederlandse Top 40 – binnen: 30-07-2005 |
| Week                                                | 1                                                   | 2                                                   | 3                                                   | 4                                                   | 5                                                   | 6                                                   | 7                                                   | 8                                                   | 9                                                   | 10                                                  | 11                                                  | 12                                                  | 13                                                  |                                                     |
| --------------------------------------------------- | --------------------------------------------------- | --------------------------------------------------- | --------------------------------------------------- | --------------------------------------------------- | --------------------------------------------------- | --------------------------------------------------- | --------------------------------------------------- | --------------------------------------------------- | --------------------------------------------------- | --------------------------------------------------- | --------------------------------------------------- | --------------------------------------------------- | --------------------------------------------------- | --------------------------------------------------- |
| Nummer                                              | 35                                                  | 19                                                  | 17                                                  | 9                                                   | 4                                                   | 4                                                   | 4                                                   | 7                                                   | 8                                                   | 11                                                  | 11                                                  | 20                                                  | 34                                                  | uit                                                 |

### Single Top 100
| Kylie in de Nederlandse Single Top 100 – binnen: 23-07-2005 | Kylie in de Nederlandse Single Top 100 – binnen: 23-07-2005 | Kylie in de Nederlandse Single Top 100 – binnen: 23-07-2005 | Kylie in de Nederlandse Single Top 100 – binnen: 23-07-2005 | Kylie in de Nederlandse Single Top 100 – binnen: 23-07-2005 | Kylie in de Nederlandse Single Top 100 – binnen: 23-07-2005 | Kylie in de Nederlandse Single Top 100 – binnen: 23-07-2005 | Kylie in de Nederlandse Single Top 100 – binnen: 23-07-2005 | Kylie in de Nederlandse Single Top 100 – binnen: 23-07-2005 | Kylie in de Nederlandse Single Top 100 – binnen: 23-07-2005 | Kylie in de Nederlandse Single Top 100 – binnen: 23-07-2005 | Kylie in de Nederlandse Single Top 100 – binnen: 23-07-2005 | Kylie in de Nederlandse Single Top 100 – binnen: 23-07-2005 | Kylie in de Nederlandse Single Top 100 – binnen: 23-07-2005 | Kylie in de Nederlandse Single Top 100 – binnen: 23-07-2005 | Kylie in de Nederlandse Single Top 100 – binnen: 23-07-2005 | Kylie in de Nederlandse Single Top 100 – binnen: 23-07-2005 | Kylie in de Nederlandse Single Top 100 – binnen: 23-07-2005 | Kylie in de Nederlandse Single Top 100 – binnen: 23-07-2005 |
| Week                                                        | 1                                                           | 2                                                           | 3                                                           | 4                                                           | 5                                                           | 6                                                           | 7                                                           | 8                                                           | 9                                                           | 10                                                          | 11                                                          | 12                                                          | 13                                                          | 14                                                          | 15                                                          | 16                                                          | 17                                                          |                                                             |
| ----------------------------------------------------------- | ----------------------------------------------------------- | ----------------------------------------------------------- | ----------------------------------------------------------- | ----------------------------------------------------------- | ----------------------------------------------------------- | ----------------------------------------------------------- | ----------------------------------------------------------- | ----------------------------------------------------------- | ----------------------------------------------------------- | ----------------------------------------------------------- | ----------------------------------------------------------- | ----------------------------------------------------------- | ----------------------------------------------------------- | ----------------------------------------------------------- | ----------------------------------------------------------- | ----------------------------------------------------------- | ----------------------------------------------------------- | ----------------------------------------------------------- |
| Nummer                                                      | 22                                                          | 13                                                          | 8                                                           | 5                                                           | 4                                                           | 4                                                           | 4                                                           | 10                                                          | 11                                                          | 12                                                          | 22                                                          | 27                                                          | 35                                                          | 41                                                          | 59                                                          | 73                                                          | 87                                                          | uit                                                         |